# Mike Karakas
Temple de la renommée américain : 1973
Mike Karakas (né le 12 décembre 1911 à Aurora aux États-Unis – mort le 2 mai 1992) est un joueur professionnel américain de hockey sur glace qui évoluait au poste de gardien de but,.

## Biographie
Karakas commence sa carrière professionnelle en 1930 dans l'Association américaine de hockey (AHA) avec les Shamrocks de Chicago. Après avoir ensuite joué avec les Flyers de Saint-Louis, il passe deux saisons avec les Oilers de Tulsa et est nommé dans la première équipe d'étoiles de l'AHA en 1935. À l'issue de cette saison, il rejoint les Black Hawks de Chicago dans la Ligue nationale de hockey (LNH). Au cours de cette première saison dans la LNH, il réussit 9 blanchissages, termine avec une moyenne de 1,85 but encaissé par match et est désigné meilleur recrue de la saison. En 1938, il obtient un seul blanchissage au cours de la saison régulière et une moyenne de 2,80 buts encaissés. Au premier tour des séries éliminatoires, il enregistre son deuxième blanchissage au cours du second match contre les Maroons de Montréal et les Black Hawks se qualifient 2 victoires à 1. Son troisième blanchissage est obtenu également au cours de la deuxième rencontre du tour suivant, cette fois-ci contre les Americans de New York. Les Black Hawks gagnent à nouveau 2-1 et se qualifient pour la finale de la Coupe Stanley mais Karakas se fracture le gros orteil lors du dernier match contre les Americans. Il ne peut participer aux deux premiers matchs de la finale et est remplacé par Alfred Moore puis par Paul Goodman. Il revient pour le troisième match, alors que la série est à égalité 1-1, équipé d'une protection en acier pour son orteil. Au cours des deux matchs suivants, il n'encaisse qu'un seul but à chaque fois et permet à son équipe de remporter la deuxième coupe de son histoire en terminant les séries avec une moyenne de 1,71 but encaissé par match.
Après une mauvaise saison 1938-1939 des Black Hawks qui ne se qualifient pas pour les séries, Karakas passe la moitié de la saison suivante avec le club-école de Chicago, les Reds de Providence dans l'International american hockey league (IAHL) et est remplacé par Goodman. Il est ensuite prêté pour la fin de la saison aux Canadiens de Montréal qui ont perdu leur gardien Wilf Cude sur blessure mais ne brille pas particulièrement, enregistrement quatre défaites et un match nul en cinq matchs.
En mai 1940, il est vendu aux Reds de Providence avec lesquels il a remporté la Coupe Calder décernée au vainqueur des séries de l'IAHL quelques mois auparavant. Il y passe les trois saisons suivantes ; en 1941, il est sélectionné dans la première équipe d'étoiles de la LAH ; en 1943, il est sélectionné dans la deuxième équipe d'étoiles. En 1944, il profite de l'absence de talents qui participent à la Deuxième Guerre mondiale et est échangé aux Black Hawks contre Hec Highton, Gord Buttrey et 10 000 dollars. Il est sélectionné en 1945 dans la deuxième équipe d'étoiles de la LNH et reste à Chicago jusqu'en 1946 puis finit sa carrière avec les Reds de Providence en 1948.

## Statistiques
| Saison     | Équipe                 | Ligue      |     | Saison régulière | Saison régulière | Saison régulière | Saison régulière | Saison régulière | Saison régulière | Saison régulière | Saison régulière | Saison régulière | Saison régulière |    | Séries éliminatoires | Séries éliminatoires | Séries éliminatoires | Séries éliminatoires | Séries éliminatoires | Séries éliminatoires | Séries éliminatoires | Séries éliminatoires | Séries éliminatoires |
| Saison     | Équipe                 | Ligue      | PJ  | V                | D                | Pr/N             | Min              | BC               | Moy              | % Arr            | Bl               | Pun              | PJ               | V  | D                    | Min                  | BC                   | Moy                  | % Arr                | Bl                   | Pun                  |                      |                      |
| 1930-1931  | Shamrocks de Chicago   | AHA        | 8   | 5                | 2                | 0                |                  |                  | 2,21             |                  | 0                |                  | -                | -  | -                    | -                    | -                    | -                    | -                    | -                    | -                    |                      |                      |
| 1931-1932  | Shamrocks de Chicago   | AHA        | 45  | 29               | 11               | 5                |                  |                  | 1,59             |                  | 9                |                  | 4                | 3  | 1                    |                      |                      | 2,48                 |                      | 0                    |                      |                      |                      |
| 1932-1933  | Flyers de Saint-Louis  | AHA        | 43  | 23               | 19               | 1                |                  |                  | 1,89             |                  | 5                |                  | 4                | 2  | 2                    |                      |                      | 1,27                 |                      | 1                    |                      |                      |                      |
| 1933-1934  | Oilers de Tulsa        | AHA        | 48  | 23               | 25               | 0                |                  |                  | 2,26             |                  | 7                |                  | 4                | 2  | 2                    |                      |                      | 1,62                 |                      | 1                    |                      |                      |                      |
| 1934-1935  | Oilers de Tulsa        | AHA        | 41  | 20               | 17               | 4                |                  |                  | 1,52             |                  | 4                |                  | 2                | 0  | 2                    |                      |                      | 3,69                 |                      | 0                    |                      |                      |                      |
| 1935-1936  | Black Hawks de Chicago | LNH        | 48  | 21               | 19               | 8                |                  |                  | 1,85             |                  | 9                |                  | 2                | 1  | 1                    |                      |                      | 3,5                  |                      | 0                    |                      |                      |                      |
| 1936-1937  | Black Hawks de Chicago | LNH        | 48  | 14               | 27               | 7                |                  |                  | 2,64             |                  | 5                |                  | -                | -  | -                    | -                    | -                    | -                    | -                    | -                    | -                    |                      |                      |
| 1937-1938  | Black Hawks de Chicago | LNH        | 48  | 14               | 25               | 9                |                  |                  | 2,8              |                  | 1                |                  | 8                | 6  | 2                    |                      |                      | 1,71                 |                      | 2                    |                      |                      |                      |
| 1938-1939  | Black Hawks de Chicago | LNH        | 48  | 12               | 28               | 8                |                  |                  | 2,65             |                  | 5                |                  | -                | -  | -                    | -                    | -                    | -                    | -                    | -                    | -                    |                      |                      |
| 1939-1940  | Reds de Providence     | IAHL       | 14  | 7                | 5                | 2                |                  |                  | 3                |                  | 1                |                  | 8                | 6  | 2                    |                      |                      | 2,31                 |                      | 2                    |                      |                      |                      |
| 1939-1940  | Black Hawks de Chicago | LNH        | 17  | 7                | 9                | 1                |                  |                  | 3,31             |                  | 0                |                  | -                | -  | -                    | -                    | -                    | -                    | -                    | -                    | -                    |                      |                      |
| 1939-1940  | Canadiens de Montréal  | LNH        | 5   | 0                | 4                | 1                |                  |                  | 3,48             |                  | 0                |                  | -                | -  | -                    | -                    | -                    | -                    | -                    | -                    | -                    |                      |                      |
| 1940-1941  | Reds de Providence     | LAH        | 56  | 31               | 21               | 4                |                  |                  | 2,97             |                  | 0                |                  | 4                | 1  | 3                    |                      |                      | 2,6                  |                      | 0                    |                      |                      |                      |
| 1941-1942  | Reds de Providence     | LAH        | 56  | 17               | 32               | 7                |                  |                  | 4,1              |                  | 1                |                  | 3                | 0  | 2                    |                      |                      | 2,63                 |                      | 0                    |                      |                      |                      |
| 1941-1942  | Eagles de New Haven    | LAH        | 1   | 0                | 1                | 0                |                  |                  | 7                |                  | 0                |                  | -                | -  | -                    | -                    | -                    | -                    | -                    | -                    | -                    |                      |                      |
| 1942-1943  | Reds de Providence     | LAH        | 56  | 27               | 27               | 2                |                  |                  | 3,86             |                  | 2                |                  | 2                | 0  | 2                    |                      |                      | 3,5                  |                      | 0                    |                      |                      |                      |
| 1943-1944  | Reds de Providence     | LAH        | 24  | 6                | 15               | 3                |                  |                  | 3,63             |                  | 0                |                  | 9                | 4  | 5                    |                      |                      | 2,62                 |                      | 1                    |                      |                      |                      |
| 1943-1944  | Black Hawks de Chicago | LNH        | 26  | 12               | 9                | 5                |                  |                  | 3,04             |                  | 3                |                  | -                | -  | -                    | -                    | -                    | -                    | -                    | -                    | -                    |                      |                      |
| 1944-1945  | Black Hawks de Chicago | LNH        | 48  | 12               | 29               | 7                |                  |                  | 3,9              |                  | 4                |                  | -                | -  | -                    | -                    | -                    | -                    | -                    | -                    | -                    |                      |                      |
| 1945-1946  | Black Hawks de Chicago | LNH        | 48  | 22               | 19               | 7                |                  |                  | 3,46             |                  | 1                |                  | 4                | 0  | 4                    |                      |                      | 6,5                  |                      | 0                    |                      |                      |                      |
| 1946-1947  | Reds de Providence     | LAH        | 62  | 21               | 31               | 10               |                  |                  | 4,29             |                  | 0                |                  | -                | -  | -                    | -                    | -                    | -                    | -                    | -                    | -                    |                      |                      |
| 1947-1948  | Reds de Providence     | LAH        | 2   | 1                | 1                | 0                |                  |                  | 3,5              |                  | 0                |                  | -                | -  | -                    | -                    | -                    | -                    | -                    | -                    | -                    |                      |                      |
| Totaux LNH | Totaux LNH             | Totaux LNH | 336 | 114              | 169              | 53               |                  |                  | 2,92             |                  | 28               |                  | 23               | 11 | 12                   |                      |                      | 3,01                 |                      | 3                    |                      |                      |                      |